# Peter McCue
Pour les articles homonymes, voir McCue.
Peter McCue (1895-1923) est un cheval de course et un père influent au sein de l'American Quarter Horse Association (ou AQHA), bien qu'il soit mort avant la création de l'AQHA.

## Vie
Peter McCue (né en 1895) a été enregistré dans le Stud Book américain en tant que Pur-sang, engendré par Duke of the Highlands, mais son éleveur et la famille de son éleveur ont toujours soutenu qu'il était le fils d'un étalon Quarter Horse nommé Dan Tucker,,. Sa mère est une jument Pur-sang nommée Nora M, qui était une descendante double de l'étalon importé Glencoe. Une histoire raconte que ce cheval porte le nom d'un voisin de la famille Watkins, Peter McCue.

## Carrière de course et d'élevage
Peter McCue a couru pendant plusieurs années, puis a été placé à la reproduction en haras dans l'Illinois, le Texas, l'Oklahoma et le Colorado avant sa mort en 1923. Parmi ses descendants figurent Hickory Bill, AD Reed, Shiek P-11, Chief P-5, Harmon Baker, John Wilkens et Jack McCue.

## Honneurs
Peter McCue a été intronisé au Temple de la renommée de l'AQHA en 1991. 